# Gaeolaelaps invictianus
Gaeolaelaps invictianus  (лат.) — вид мирмекофильных клещей (Dermanyssoidea) семейства Laelapidae из отряда Mesostigmata. Луизиана, США. Ассоциирован с красным огненным муравьём Solenopsis invicta (Myrmicinae). Микроскопического размера клещи: длина тела менее 0,5 мм (512-570x288-310 мкм). От других представителей гамазовых клещей Mesostigmata отличается отсутствием постанальных щетинок у взрослых особей обоих полов. От других представителей Gaeolaelaps отличается форетическим распространением на крылатых самцах и самках муравьёв, а также отсутствием дорсальных щетинок z3 и Jl и наличием отдельной анальной пластинки у взрослых самцов (такое её состояние известно только у Gaeolaelaps negevi  Costa, 1969, и G. schusteri Hirschmann, 1961). Хелицеры этого вида обладают сходством со свободноживущими формами, что предполагает возможность их хищнического образа жизни и охоты на мелких беспозвоночных, обитающих в муравейнике.